# Metamorphic Force
Metamorphic Force (メタモルフィックフォース) est un jeu vidéo de type beat them all développé et édité par Konami sur borne d'arcade en 1993.